# Raketa-nosač
Raketa-nosač je raketa čija je namjena lansiranje i nošenje glavnog tereta letne misije u neku od orbita određenom putanjom. Primjeri poznatih raketa-nosača su porodice raketa iz serije Saturn ili Ariane. Ponekad pojam raketa-nosač koristimo za i za specifikaciju korisnoga tereta (npr. raketa-nosač satelita, bojnih ili nuklearnih glava).